# Richárd Nagy (calciatore)
Richárd Nagy (Budapest, 8 aprile 1994) è un calciatore ungherese, centrocampista del Szentlőrinci in prestito dal Paks.